# Bretagne, Territoire de Belfort
Bretagne är en kommun i departementet Territoire de Belfort i regionen Bourgogne-Franche-Comté i östra Frankrike. Kommunen ligger i kantonen Grandvillars som tillhör arrondissementet Belfort. År 2022 hade Bretagne 314 invånare.

## Befolkningsutveckling
Antalet invånare i kommunen Bretagne
| Referens: INSEE |